# Виртоапе
Виртоапе (рум. Vârtoape) — комуна у повіті Телеорман в Румунії. До складу комуни входять такі села (дані про населення за 2002 рік):
- Виртоапеле-де-Жос (1165 осіб)
- Виртоапеле-де-Сус (1278 осіб) — адміністративний центр комуни
- Герегеу (845 осіб)

Комуна розташована на відстані 76 км на захід від Бухареста, 26 км на північний захід від Александрії, 111 км на схід від Крайови.

## Населення
За даними перепису населення 2002 року у комуні проживали 3288 осіб.
Національний склад населення комуни:
| Національність | Кількість осіб | Відсоток |
| -------------- | -------------- | -------- |
| румуни         | 3280           | 99,8%    |
| цигани         | 6              | 0,2%     |
| угорці         | 2              | 0,1%     |

Рідною мовою назвали:
| Мова      | Кількість осіб | Відсоток |
| --------- | -------------- | -------- |
| румунська | 3283           | 99,8%    |
| циганська | 3              | 0,1%     |
| угорська  | 2              | 0,1%     |

Склад населення комуни за віросповіданням:
| Релігія        | Кількість осіб | Відсоток |
| -------------- | -------------- | -------- |
| православні    | 3185           | 96,9%    |
| адвентисти     | 94             | 2,9%     |
| римо-католики  | 3              | 0,1%     |
| не релігійні   | 2              | 0,1%     |
| греко-католики | 1              | < 0,1%   |
| лютерани       | 1              | < 0,1%   |
| атеїсти        | 1              | < 0,1%   |

## Зовнішні посилання
- Дані про комуну Виртоапе на сайті Ghidul Primăriilor